# الهيادنة
الهيادنة (بالإنجليزية: HIADNA)‏ هي جماعة قروية تابعة لإقليم قلعة السراغنة ضمن جهة مراكش تانسيفت الحوز بالمغرب. بلغ مجموع عدد سكان  الهيادنة حسب إحصاءات 2004 حوالي 9501 نسمة يعيشون في 1402 أسرة.

## إحصاء عام
| السنة | عدد السكان | عدد الأسر | عدد الأجانب |
| ----- | ---------- | --------- | ----------- |
| 1994  | 8193       | 1088      | °°°°        |
| 2004  | 9501       | 1402      | 0           |

## دواوير الجماعة
- لعبادلة
- أهل الشعبة
- اولاد احمد بن الحاج
- اولاد بوخليق
- اولاد عرش
- السكاترة
- لعبابات
- القدادرة
- دار بوبكر
- لهزامرة
- المرس
- اولاد سي بوحافة
- دار إبراهيم
- الطبايبية
- اولاد بوخليق ادريع
- نزالت فاتح
- سيدي بوحيا
- لهيادنة
- لميرات
- لغبادلة
- اولاد الرحمانية